# مايكل بتروني
مايكل بتروني (بالإنجليزية: Michael Petroni)‏ وهو من مواليد 1950  م) هو مخرج أفلام، وكاتب سيناريو أسترالي.

## التعليم
تعلم في معهد الكونسرفتوار
.

## وصلات خارجية
- مايكل بتروني على موقع IMDb (الإنجليزية)
- مايكل بتروني على موقع قاعدة بيانات الأفلام العربية
- مايكل بتروني على موقع ألو سيني (الفرنسية)
- مايكل بتروني على موقع أول موفي (الإنجليزية)
- مايكل بتروني على موقع قاعدة بيانات الأفلام السويدية (السويدية)
- مايكل بتروني على موقع قاعدة بيانات الفيلم (الإنجليزية)
- مايكل بتروني على موقع كينوبويسك (الروسية)